# Muriculus imberbis
Il topo striato etiope (Muriculus imberbis  Rüppell, 1842) è l'unica specie del genere Muriculus (Thomas, 1903), endemica delle montagne dell'Etiopia.

## Descrizione

### Dimensioni
Roditore di piccole dimensioni, con lunghezza della testa e del corpo tra 70 e 95 mm, la lunghezza della coda tra 45 e 60 mm, la lunghezza del piede tra 18 e 20 mm e un peso fino a 25 g.

### Caratteristiche craniche e dentarie
Il cranio è tozzo e presenta un rostro corto e sottile. Il foro palatale è allungato, il palato si estende posteriormente oltre gli ultimi molari. Gli incisivi sono stretti e proodonti, ovvero con le punte rivolte in avanti.
Sono caratterizzati dalla seguente formula dentaria:

### Aspetto
La pelliccia è soffice e densa. Le parti dorsali variano dal brunastro al grigio-olivastro, la base dei peli è grigio scura, le punte sono marroni, i fianchi sono più chiari, separati talvolta da una linea di demarcazioni giallognola dalle parti ventrali, le quali variano dal grigiastro al bianco-giallastro nella sottospecie M.i.chilaloensis, con riflessi arancioni in alcuni individui. Una indistinta linea dorsale nerastra si estende sulla parte centrale della schiena. Le orecchie sono grigie e cosparse di piccoli peli giallo-brunastri e con un piccolo ciuffo di peli fulvi alla loro base anteriore. Il dorso delle zampe è grigio-biancastro. I piedi hanno 5 corte dita, ognuno munito di un piccolo artiglio. La coda è più corta della testa e del corpo, è scura sopra, chiara sotto e cosparsa di piccoli peli.

## Biologia

### Comportamento
È una specie notturna. La particolare dentatura fa supporre che scavi direttamente le proprie tane. È spesso associata con Arvicanthis abyssinicus.

### Alimentazione
Molto probabilmente si nutre di grano. Comunque Il fatto che non è mai stata catturata tramite trappole per topi fa supporre che possa avere una dieta prevalentemente insettivora.

## Distribuzione e habitat
Questa specie è diffusa nelle zone montagnose dell'Etiopia su entrambi i versanti della Rift Valley.
Vive nelle distese erbose d'altura tra i 1.900 e 3.400 metri di altitudine. Sui Monti Semien è stata osservata presso gli insediamenti umani.

## Tassonomia
Sono state riconosciute due sottospecie:
- M.i.imberbis: Monti Choke, Monti Semien, Lago Tana;
- M.i.chilaloensis (Osgood, 1936): Monti Chilalo, Etiopia sud-orientale.

## Conservazione
La IUCN Red List, considerato il vasto areale e la tolleranza al degrado del proprio habitat, classifica M.imberbis come specie a rischio minimo (Least Concern).